# Противоперегрузочный костюм
Противоперегрузочный костюм (ППК) — вид лётного снаряжения, предназначенный для повышения устойчивости организма к воздействию перегрузок; представляет собой одежду типа комбинезона, конструкция которого предусматривает возможность создания внешнего давления с целью противодействия смещению крови в сосуды нижних конечностей и живота.